# Demetrius and the Gladiators
Demetrius and the Gladiators is een Amerikaanse film van Delmer Daves die werd uitgebracht in 1954. 
De film is een sequel van The Robe (1953). Net zoals zijn scenario voor The Robe is het scenario van Philip Dunne gebaseerd op de personages die Lloyd C. Douglas voor zijn historische roman The Robe (1942) bedacht.  

## Verhaal
Marcellus Gallio is de Romeinse tribunus militum die door Pontius Pilatus werd gelast met de kruisiging van Christus. Hij heeft het kleed van Christus gewonnen bij het dobbelen. 
Vooraleer Marcellus en Diana, zijn vrouw, die omwille van hun geloof ter dood veroordeeld zijn, geëxecuteerd worden slaagt Diana er nog in het kleed via hun knecht aan Petrus toe te vertrouwen. Petrus overhandigt het kleed aan Demetrius, een bekeerde ex-slaaf van Marcellus.
De waanzinnige keizer Caligula is ook geïnteresseerd geraakt in het gewaad omdat hij vernomen heeft dat er magische krachten van uitgaan. Demetrius wil per se beletten dat het kledingstuk in de handen van Caligula valt. Hij wordt echter gearresteerd. Men wil een gladiator van hem maken. In de arena wordt hij opgemerkt door Valeria Messalina, de vrouw van Caligula's oom Claudius I.

## Rolverdeling
| Acteur           | Personage         |
| ---------------- | ----------------- |
| Victor Mature    | Demetrius         |
| Susan Hayward    | Valeria Messalina |
| Michael Rennie   | Petrus            |
| Debra Paget      | Lucia             |
| Jay Robinson     | Caligula          |
| William Marshall | Glycon            |
| Ernest Borgnine  | Strabo            |
| Barry Jones      | Claudius I        |
| Anne Bancroft    | Paula             |
| Richard Egan     | Dardanius         |
| Charles Evans    | Cassius Chaerea   |
| Everett Glass    | Kaeso             |
| Woody Strode     | gladiator         |
| Fred Graham      | decurion          |
| Selmer Jackson   | senator           |